# Esbjörn Torkilsson
Esbjörn Torkilsson (Bock af Näs), även kallad Esbjörn skrivare, död 1556, var en svensk ämbetsman.

## Biografi
Esbjörn Torkilsson, som även kallades Esbjörn skrivare, fick 1524 befallningen över Jönköpings stad och Rumlaborgs län. Han var från 1528 till 1531 fogde i Tveta härad, samt från 18 februari 1534 till 1539. Esbjörn Torkilsson adlades 1532 av Gustav Vasa och var från 24 september 1532 till 1535 slottsloven på Kalmar slott. Han var från 1543 till 1545 befallningsman på Stegeborgs slott. Esbjörn Torkilsson avled 1556.
Han var från 29 juli 1527 till 1553/1556 häradshövding i Södra Vedbo härad, från 14 september 1530 till 1547 häradshövding i Tveta härad, från 13 augusti 1534 till 23 juli 1537 häradshövding i Norra Möre härad, från 1537 till 1547 häradshövding i Norra Vedbo härad och 1546 underhäradshövding i Vista härad.

### Egendom
Esbjörn Torkilsson ägde Röhl i Dunkers socken och Näs i Adelövs socken. Han fick 29 juli 1527 Södra Vedbo härad i förläning, 14 september 1530 Tveta härad i förläning, 13 augusti 1534 Norra Möre härad i förläning och 28 september 1543 Adelövs fjärding i Norra Vedbo härad i förläning..

### Familj
Esbjörn Torkilsson var gift med Margareta Svensdotter (Somme), dotter till Sven Abrahamsson (Somme) till Gödeberg i Linderås socken och Sjötorp och Gunnild Bengtsdotter Ryting till Västerby i Sankt Johannes socken. De fick tillsammans sonen överstebefallningsman Sven Esbjörnsson på Kronobergs slott.